# Антарктичка фока крзнашица
Антарктичка фока крзнашица (Arctocephalus gazella) је врста перајара из породице ушатих фока (Otariidae).

## Распрострањење
Ареал врсте покрива средњи број држава. Главно станиште врсте су острва и море у подручју Антарктика. Врста има повремено станиште у Аустралији, Бразилу, Аргентини, Јужноафричкој Републици, Чилеу и Новом Зеланду.

## Станиште
Станишта врсте су морски екосистеми и антарктичка подручја.

## Угроженост
Ова врста је наведена као последња брига, јер има широко распрострањење и честа је врста.